# 近畿農政局
近畿農政局（きんきのうせいきょく）は、京都市にある農林水産省の地方支分部局で、滋賀県、京都府、大阪府、兵庫県、奈良県、和歌山県を管轄している。

## 組織
法令では農林水産省設置法、農林水産省組織令、農林水産省組織規則が組織を規定する。局長1人、次長2人、地方参事官が置かれている。本局の機構は以下の通り。
- 企画調整室
- 総務管理官
  - 総務課
  - 会計課
    - 国有財産管理・調達室
- 消費・安全部
  - 消費生活課
  - 表示・規格課
  - 流通監視課
  - 安全管理課
- 生産部
  - 生産振興課
  - 業務管理課
  - 園芸特産課
  - 畜産課
  - 生産技術環境課
- 経営・事業支援部
  - 担い手育成課
  - 地域食品課
  - 地域連携課
  - 食品企業課
  - 農地政策推進課
  - 経営支援課
- 農村振興部
  - 設計課
    - 事業調整室

  - 農村計画課
  - 土地改良管理課
  - 農村環境課
  - 事業計画課
  - 用地課
  - 水利整備課
  - 農地整備課
    - 多面的機能支払推進室

  - 地域整備課
  - 防災課
- 統計部
  - 調整課
  - 統計企画課
  - 経営・構造統計課
  - 生産流通消費統計課

## 出先機関
2011年に地方農政事務所、地域課、統計・情報センターが地域センターへ、2015年に地域センターが県域拠点などへ再編された。以前は東近江地域センター、姫路地域センターが存在した。2017年度末まで、豊岡地域センターを再編した豊岡駐在所があった。
- 滋賀県拠点（大津市：大津びわ湖合同庁舎）
- 京都府拠点（本局に併設）
- 大阪府拠点（大阪市中央区：大阪合同庁舎第1号館）
- 兵庫県拠点（神戸市中央区：神戸地方合同庁舎）
- 奈良県拠点（奈良市：奈良第3地方合同庁舎）
- 和歌山県拠点（和歌山市：和歌山地方合同庁舎）

## 管内事業所
かつて存在した事業所には、大和紀伊平野農業水利事務所、新湖北農業水利事業所、巨椋池農地防災事業所、北神戸農地保全事業所などがある。
- 淀川水系土地改良調査管理事務所 - 淀川水系の土地改良調査管理事務所。京都府京都市伏見区にある。
- 加古川水系広域農業水利施設総合管理所 - 加古川水系の管理所。兵庫県三木市にある。
- 南近畿土地改良調査管理事務所 - 奈良県と和歌山県の土地改良調査管理事務所。奈良県吉野郡大淀町にある。
- 土地改良技術事務所 - 京都府京都市伏見区に所在する。
- 湖東平野農業水利事業所 - 愛知川の農業水利事業所。滋賀県東近江市にある。
- 東播用水二期農業水利事業所 - 神戸市、三木市他東播磨地域の農業水利事業所。兵庫県神戸市西区にある。
- 亀岡中部農地整備事業所 - 桂川の農地整備事業所。京都府亀岡市にある。
- 和歌山平野農地防災事業所 - 紀の川の農地防災事業所。和歌山県紀の川市にある。